# هامپی
مجموعه تاریخی هامپی در دهکده‌ای تاریخی هامپی در ناحیهٔ کارناتاکا واقع در کشور هندوستان است که ویرانه‌های باستانی ویجایاناگارا، یکی از پایتخت‌های امپراتوری ویجایاناگارا و معبد باستانی مشهور ویروپاکشا را در خود جای داده و در حال حاضر نیز یکی از مراکز مذهبی مهم هندوها محسوب می‌شود.
این مجموعه در سال ۱۹۸۶ در فهرست میراث جهانی یونسکو قرار گرفت.

## نگارخانه

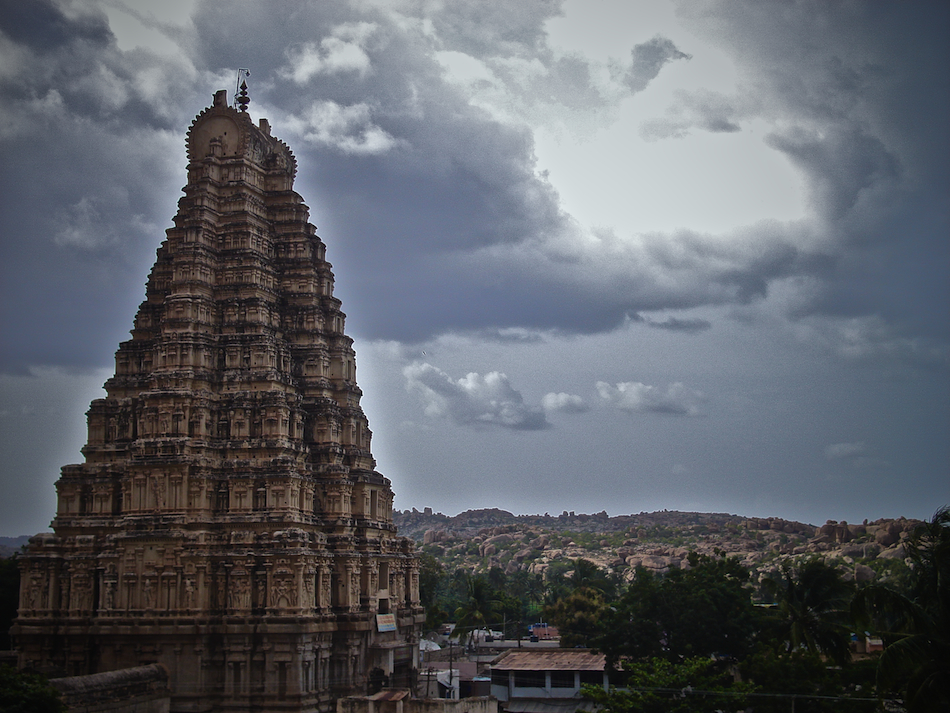
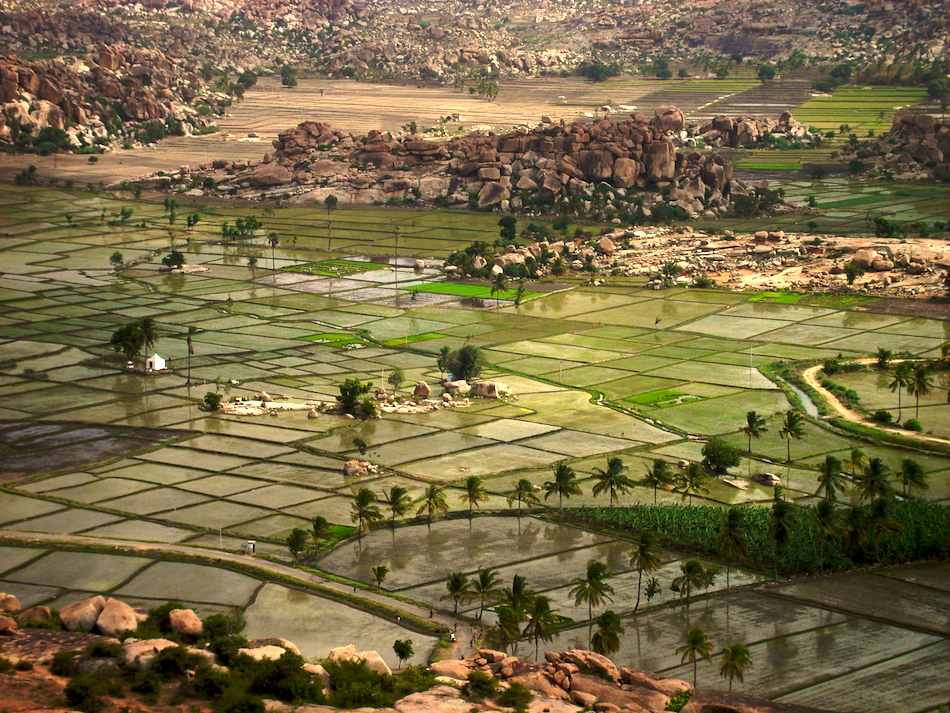
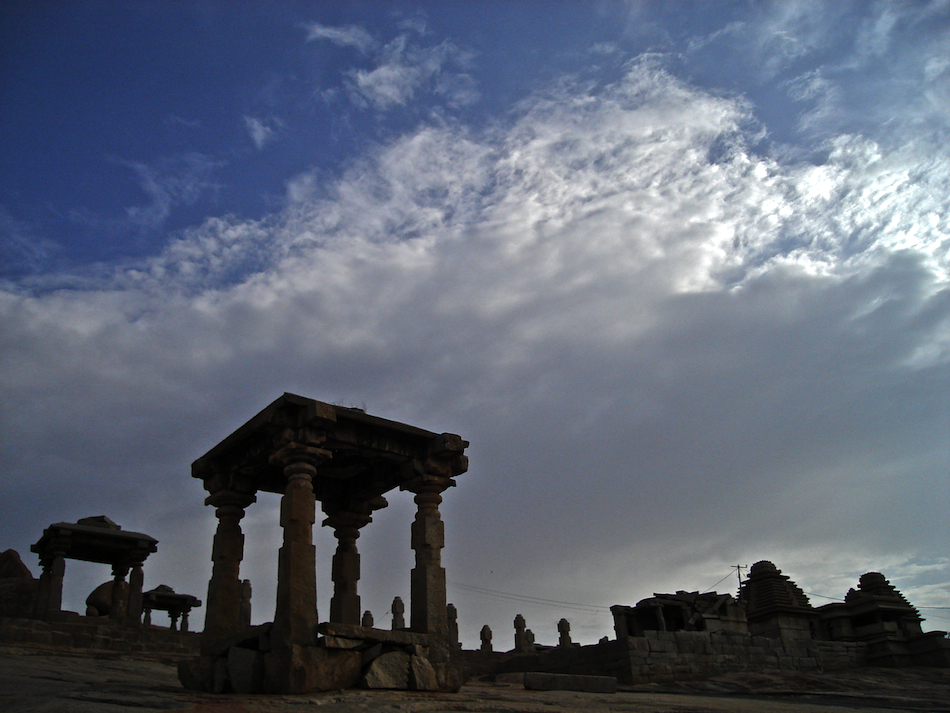
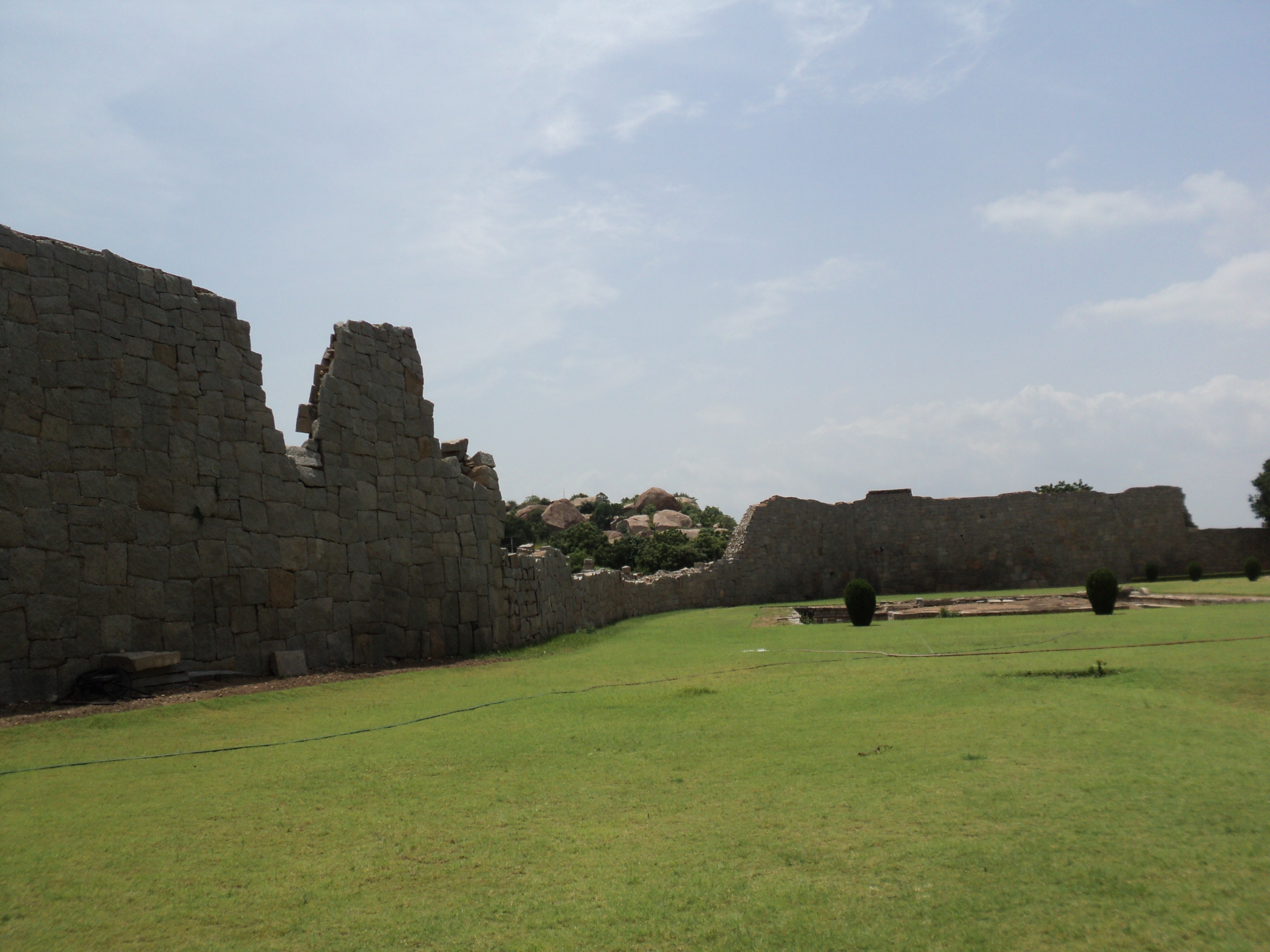
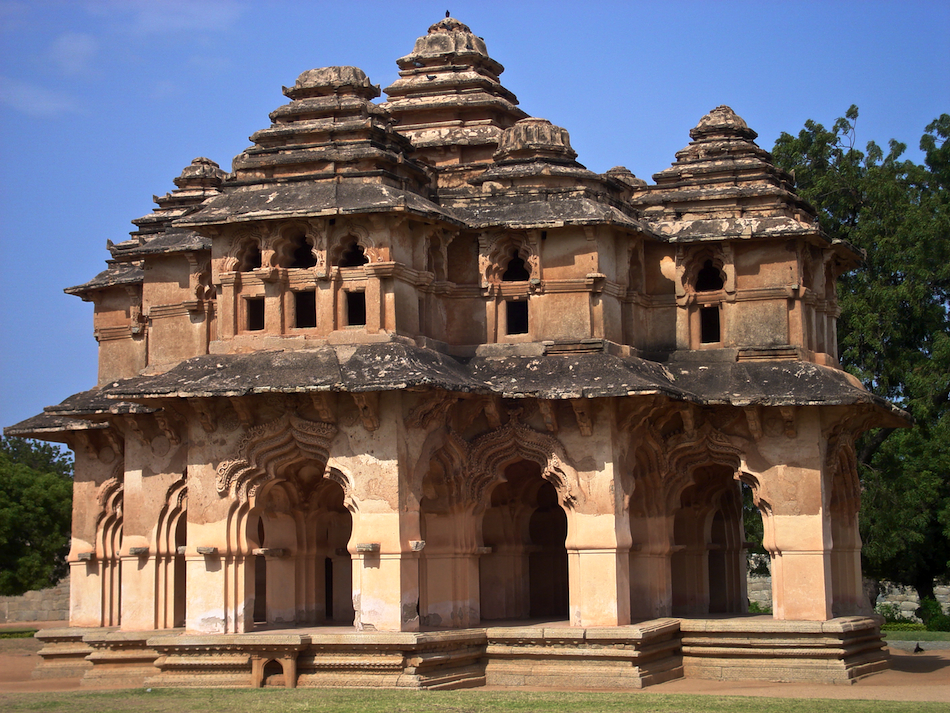
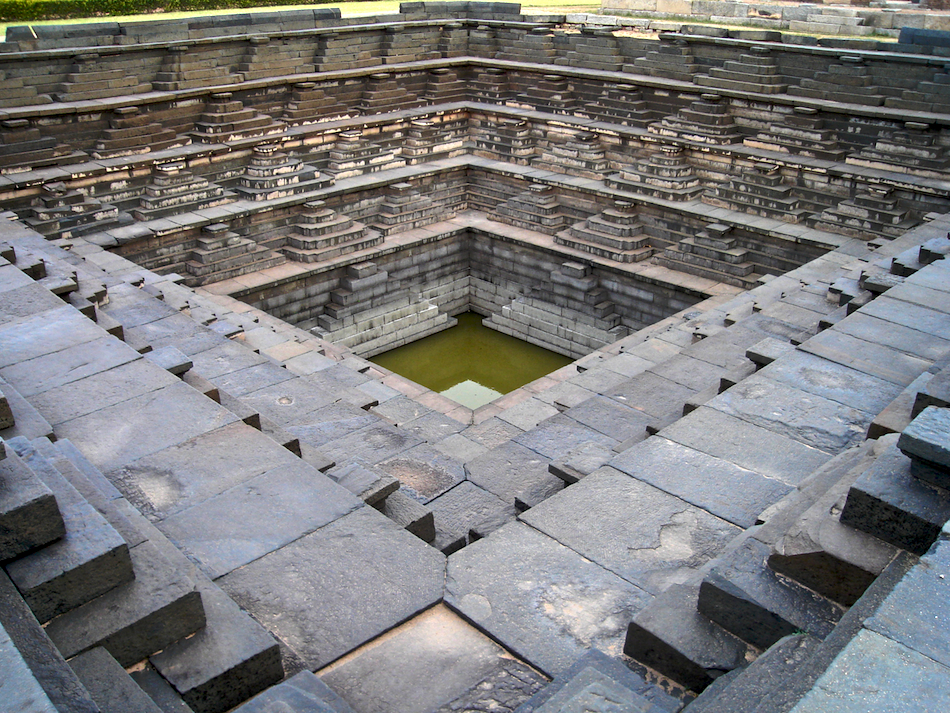